# 奧拉德易卜拉欣

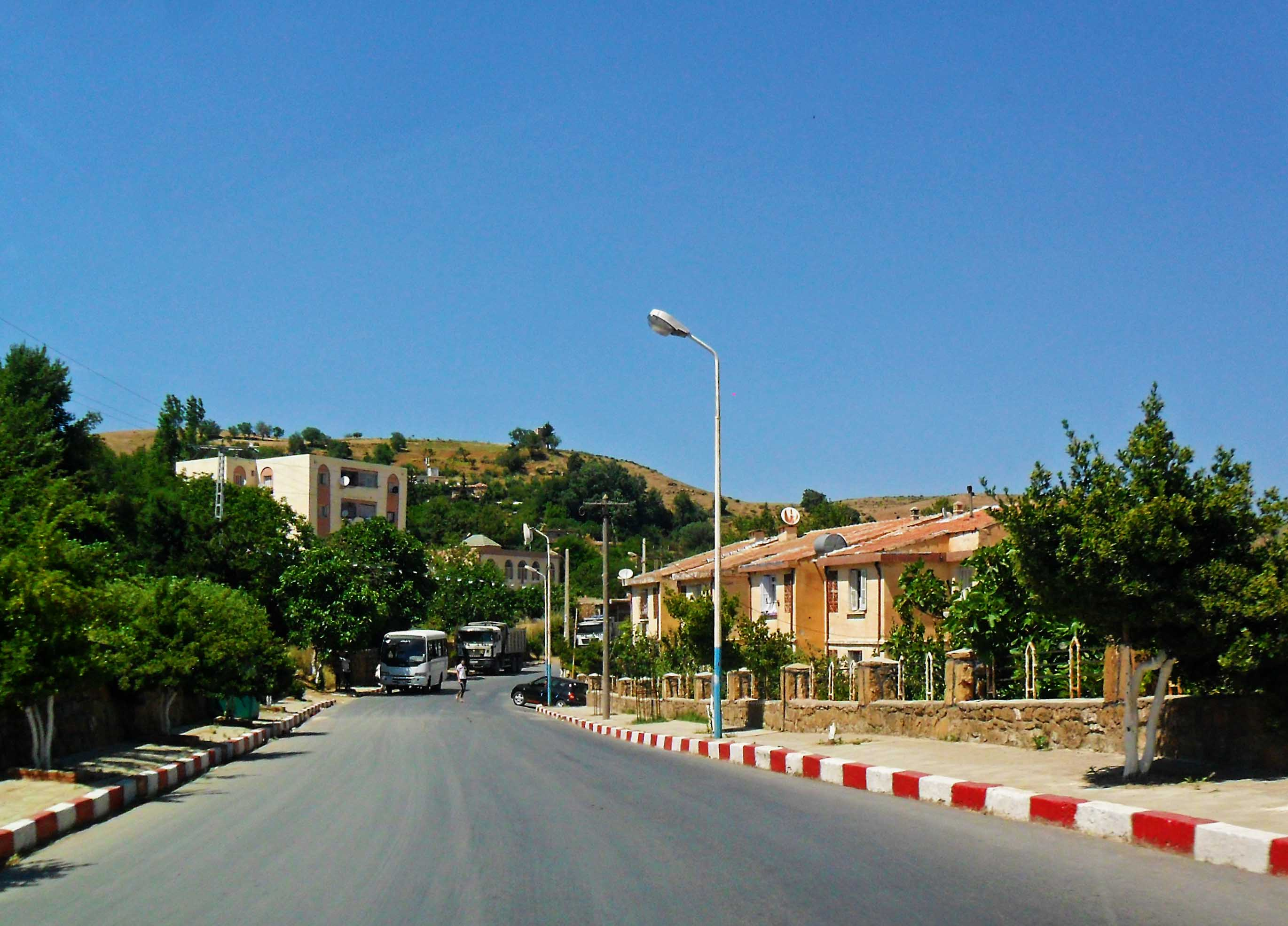
奧拉德易卜拉欣

36°14′40″N 2°56′01″E / 36.24444°N 2.93361°E
奧拉德易卜拉欣（阿拉伯语：‎），是阿爾及利亞的城鎮，位於該國西北部，由賽伊達省負責管轄，是奧拉德易卜拉欣區的首府，面積62平方公里，海拔高度998米，2008年人口为10,847人，人口密度每平方公里175人。